# ألكسندر فيلينغ
ألكسندر فيلينغ (بالألمانية: Alexander Fehling) (و. 1981  م) هو ممثل مسرحي، وممثل أفلام، وكاتب سيناريو من ألمانيا، وألمانيا الشرقية، ولد في برلين الشرقية.

## التعليم
تعلم في أكاديمية إرنست بوسخ للفنون الدرامية ‏
.

## جوائز
حصل على جوائز منها:

جائزة الفيلم الألماني ‏

## وصلات خارجية
- ألكسندر فيلينغ على موقع IMDb (الإنجليزية)
- ألكسندر فيلينغ على موقع مونزينجر (الألمانية)
- ألكسندر فيلينغ على موقع ألو سيني (الفرنسية)
- ألكسندر فيلينغ على موقع ميوزك برينز (الإنجليزية)
- ألكسندر فيلينغ على موقع أول موفي (الإنجليزية)
- ألكسندر فيلينغ على موقع قاعدة بيانات الأفلام السويدية (السويدية)
- ألكسندر فيلينغ على موقع ديسكوغز (الإنجليزية)
- ألكسندر فيلينغ على موقع قاعدة بيانات الفيلم (الإنجليزية)
- ألكسندر فيلينغ على موقع كينوبويسك (الروسية)